# Fenicianesimo

Mappa della Fenicia

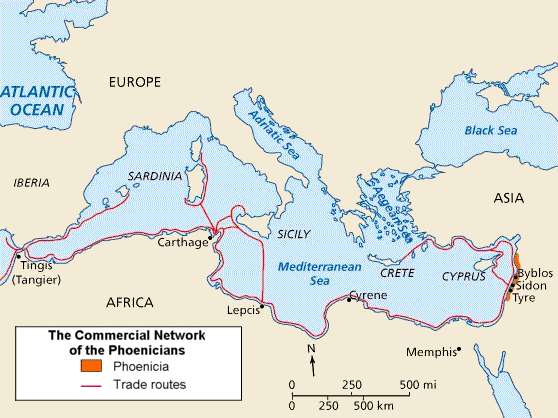
Mappa della Fenicia e delle sue rotte commerciali mediterranee

Il Fenicianesimo è una forma di nazionalismo libanese adottata da alcuni esponenti libanesi, soprattutto cristiani maroniti, al momento dell'istituzione del Grande Libano, rivendicando l'identificazione della nascente nazione libanese con l'eredità storica e culturale degli antichi Fenici.

## Definizione
I fautori del Fenicianismo sostengono che la regione del Libano sia stata abitata ininterrottamente fin dall'epoca fenicia e che l'attuale popolazione discenda dalla popolazione originaria, con qualche mescolanza dovuta all'immigrazione nel corso dei secoli. Sostengono che l'arabizzazione abbia rappresentato semplicemente un passaggio alla lingua araba da parte delle popolazioni locali e essa non abbia comportato alcun cambiamento effettivo dell'identità etnica, né tanto meno delle origini ancestrali. Alla luce di questa "antica controversia sull'identità", alcuni nazionalisti libanesi adottano una visione di Libano legata alla civiltà mediterranea e cananea, negandone o limitandone l'identità araba. I fenicianisti, per giustificare le loro posizioni, fanno anche riferimento agli studi genetici, che sostengono che la maggior parte del corredo genetico della popolazione libanese, sia tra i musulmani che tra i cristiani, sia condiviso con gli antichi cananei.

## Questione linguistica

Distribuzione geografica delle varietà di arabo

La lingua araba esiste in molteplici forme: l'arabo formale, comunemente noto come arabo moderno standard (incarnazione moderna dell'arabo classico), che viene utilizzato negli ambiti formali, e le varianti dialettali, che annoverano una trentina di forme linguistiche vernacolari, usate nei contesti quotidiani e che variano ampiamente da regione a regione. Quello parlato in Libano è chiamato "arabo libanese" o semplicemente "libanese", classificato tra i dialetti arabi levantini.
Il punto di controversia evidenziato dai fenicianisti risiede nel fatto che le differenze tra le varietà dell'arabo siano sufficienti per considerarle lingue separate. I primi citano il professor Wheeler Thackston che afferma: "le lingue che gli 'arabi' con cui crescono parlando in casa, sono tanto diverse l'una dall'altra e dall'arabo stesso, quanto il latino è diverso dall'inglese".

## Rappresentanza politica

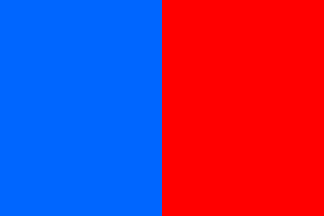
Bandiera fittizia della Fenicia, usata nelle elezioni parlamentari del 2000

Tra i partiti politici che hanno professato il fenicianismo si citano le Falangi Libanesi, partito nazionalista libanese nembro dell'Alleanza del 14 marzo, ufficialmente non confessionale, ma il cui elettorato è principalmente cristiano maronita.
Altri partiti politici che professano il Fenicianismo includono il Partito Nazionale Liberale, i Guardiani del Cedro e il Movimento Giovanile Libanese – MGL, schierati all'interno dell'alleanza definita delle Forze Libanesi.

## Critiche

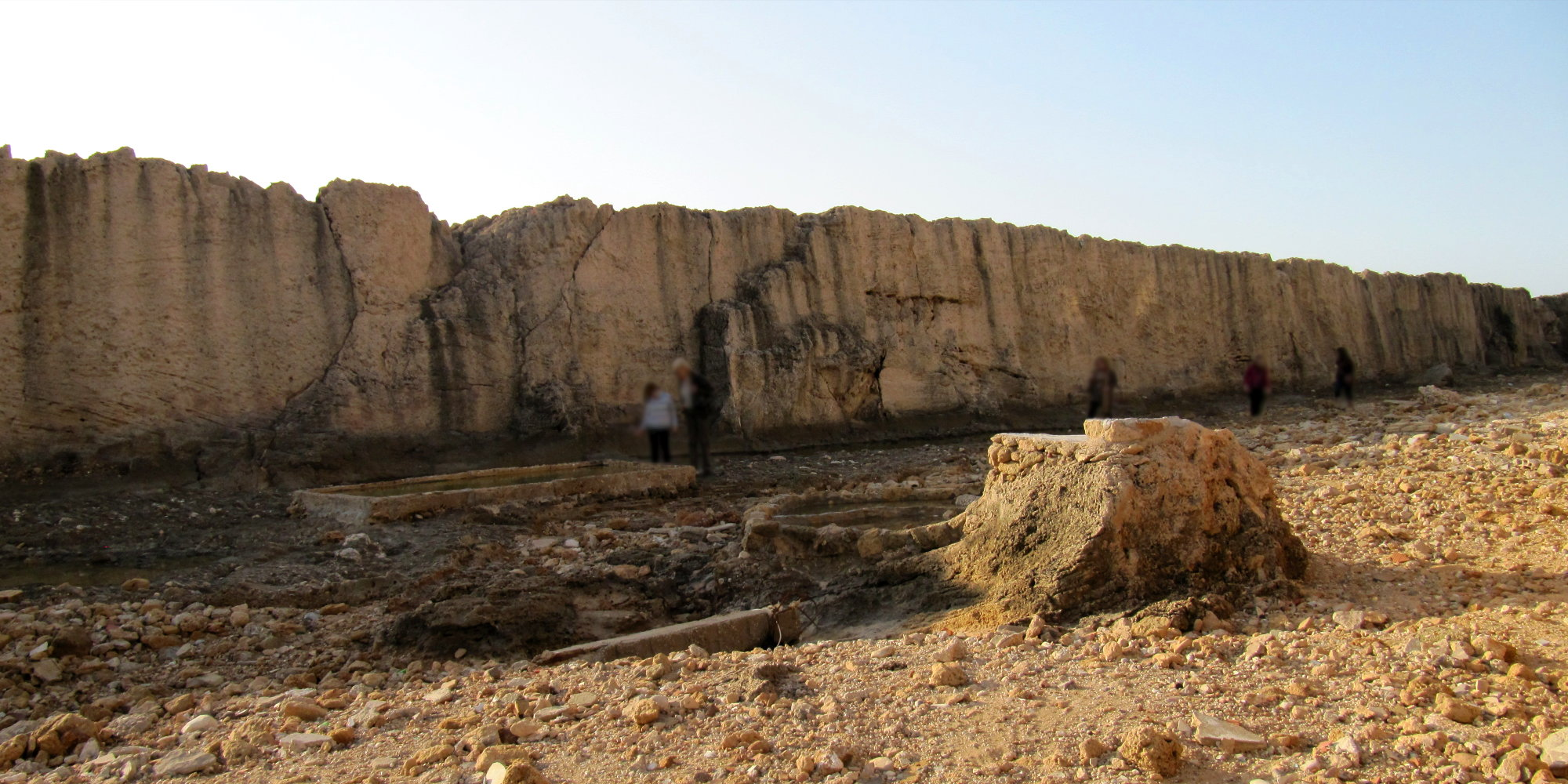
Siti fenici nel nord del Libano, Batroun

Il professore universitario olandese Leonard C. Biegel, nel suo libro del 1972 Minorities in the Middle East: Their significance as political factor in the Arab World ha coniato il termine Neo-Shu'ubiyya per denominare i tentativi moderni dei nazionalismi non arabi alternativi nel Vicino Oriente, ad es. l'Arameanesimo, l'Assirianesimo, alcune forme del nazionalismo siriano, il nazionalismo curdo, il Berberismo, il Faraonismo e il Fenicianismo, appunto.
Lo storico Kamal Salibi, cristiano protestante libanese, afferma: "tra l'antica Fenicia e il Libano di epoca medievale e moderna, non esiste un collegamento storico dimostrabile".
Il primo senso di una moderna identità libanese si trova negli scritti degli storici all'inizio del XIX secolo, quando, sotto l'emirato degli Shihab, emerse un'identità libanese, "separata e distinta dal resto della Siria, portando i maroniti e drusi, insieme agli altri gruppi cristiani e musulmani, sotto un unico governo". La prima storia coerente del Monte Libano fu scritta da Tannus al-Shidyaq (morto nel 1861) che descrisse il paese come un'associazione feudale di maroniti, drusi, melchiti, sunniti e sciiti sotto la guida della dinastia drusa Ma'an e in seguito degli emiri della famiglia Shihāb sunniti e maroniti. "La maggior parte dei libanesi cristiani, ansiosi di dissociarsi dall'arabismo e dalle sue connessioni islamiche, erano contenti di sentirsi dire che il loro paese era l'erede legittimo della tradizione fenicia", osserva Kamal Salibi, e ad esempio scrittori cristiani come Charles Corm, scrittore in francese, e Saʿīd ʿAql, che sollecitò l'abbandono dell'arabo standard, insieme alla sua scrittura, e tentò di scrivere in volgare libanese, usando l'alfabeto latino.
Le origini fenicie esercitano un ulteriore fascino nella classe media cristiana, in quanto presenta i Fenici come commercianti e l'emigrante libanese come un moderno avventuriero fenicio, mentre per i sunniti hanno semplicemente velato le ambizioni imperialiste francesi, intente a impadronirsi del Paese e a sovvertire più tardi il Panarabismo.
I critici ritengono che il Fenicianismo sia un mito delle origini che ignora l'influenza culturale e linguistica araba sui libanesi. Essi attribuiscono il fenicianismo alle influenze settarie sulla cultura libanese e al tentativo dei maroniti libanesi di prendere le distanze dalla cultura e dalle tradizioni arabe.
La contro posizione è riassunta da As'ad AbuKhalil, Historical Dictionary of Lebanon (London: Scarecrow Press), 1998:

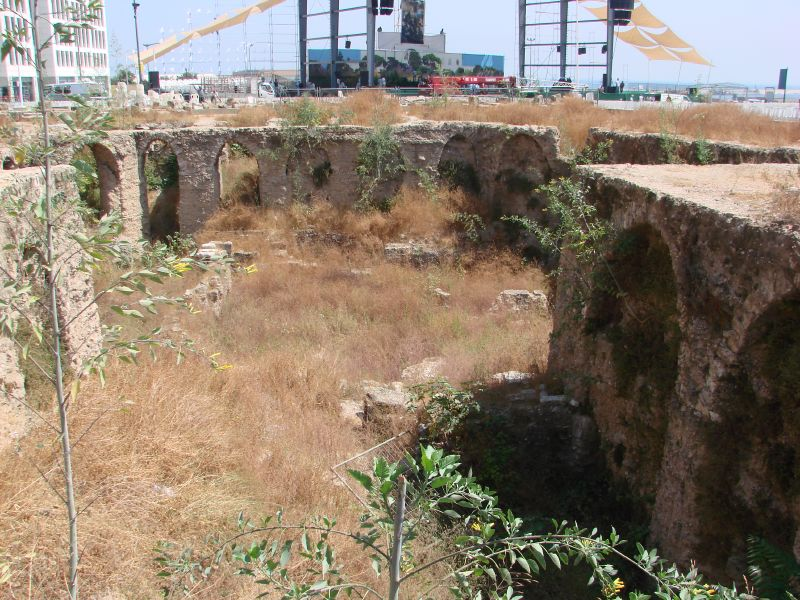
Siti fenici nel distretto centrale di Beirut

Etnicamente parlando, i libanesi sono indistinguibili dai popoli del Mediterraneo orientale. Sono senza dubbio una popolazione mista, che riflette secoli di movimento di popolazione e occupazione straniera [...] Sebbene l'arabicità non sia un'etnia ma un'identità culturale, alcuni ardenti nazionalisti arabi, in Libano e altrove, parlano di arabicità in termini razziali ed etnici per elevare i discendenti di Maometto. Paradossalmente, i nazionalisti libanesi parlano anche del popolo libanese in termini razziali, sostenendo che i libanesi siano discendenti "puri" dei popoli fenici, che considerano separati dagli antichi residenti della regione, inclusi, ironia della sorte, i cananei.
Recenti studi di Miriam Balmuth hanno anche mostrato che gran parte della storia dei Fenici è stata influenzata da ideologie politiche che hanno avuto inizio con i Greci e i Romani e che i Fenici non avevano un'identità fenicia condivisa con cui si identificavano, scegliendo di identificarsi con le loro città di origine come Tiro e Sidone. Tuttavia condividevano una lingua comune, pratiche religiose comuni, un'origine etnica e una cultura del commercio marittimo comune.